# Magnus von Dernath
Magnus von Dernath, född 1765, död 1828, var en tysk riksgreve och dansk diplomat.
Dernath blev auskultant i räntekammaren 1787, var kammarherre hos Kristian VII 1794–1795, sändebud i Stockholm 1810–1812, i Dresden 1812–1815 och i Madrid 1815–1825. Som Danmarks representant i Stockholm verkade han livligt för den danske kungens val till svensk tronföljare men begick en oförsiktighet och hemskickades.